# Concertación para el Desarrollo
La Concertación para el Desarrollo, previamente llamada Alianza por la Patagonia fue el nombre utilizado por una sucesión de coaliciones electorales encabezadas por la Unión Cívica Radical para disputar las elecciones en la provincia de Río Negro, Argentina. La coalición encabezada por la UCR, que ya gobernaba la provincia desde 1983, ganó las elecciones de 1995, 1999 (como parte de la Alianza para el Trabajo, la Justicia y la Educación), 2003 y 2007, con las candidaturas de Pablo Verani (1995-2003), y Miguel Saiz (2003-2011). Postuló la candidatura de César Barbeito en las elecciones de 2011, en las que perdió holgadamente ante Carlos Ernesto Soria, del Partido Justicialista. Se disolvió tras su derrota.
Su existencia se debió a una progresiva provincialización de la Unión Cívica Radical de Río Negro, que mantenía el gobierno de la provincia después de 1987 en medio de las sucesivas derrotas del radicalismo a nivel nacional y provincial ante el Partido Justicialista en otros distritos del país. A partir de 1993 comenzó a formar alianzas electorales en un intento de retener su hegemonía, lo que logró con un relativo éxito, triunfando en cuatro elecciones a gobernador por escaso margen por medio de alianzas transitorias.

## Integración
Políticamente su composición varió durante su prolongada existencia (1993-2011) y las fórmulas que apoyó siempre fueron puramente radicales. El Movimiento de Integración y Desarrollo, después de la UCR, fue el único partido que integró la coalición en todas las instancias electorales. Formaron también parte, transitoriamente, el Partido Provincial Rionegrino (solo en 2003 apoyó la candidatura del justicialista Soria), el Movimiento Patagónico Popular, el Partido Intransigente, el Partido Demócrata Cristiano y el Partido Demócrata Progresista. A partir de 2003, se mantuvo ligado al sector del radicalismo favorable al gobierno del justicialista Néstor Kirchner.

## Resultados electorales

### Gobernador de Río Negro
|  | 44.88 % |

|  | 48.61 % |

|  | 32.65 % |

|  | 36.06 % |

|  | 24.41 % |

### Legislatura Provincial de Río Negro
|  | 45.12 % |

|  | 45.53 % |

|  | 47.62 % |

|  | 47.61 % |

|  | 32.15 % |

|  | 33.28 % |

|  | 35.27 % |

|  | 36.79 % |

|  | 24.18 % |

|  | 24.00 % |

### Congreso de la Nación Argentina
|  | 42.05 % |

|  | 43.11 % |

|  | 42.74 % |

|  | 52.38 % |

|  | 35.82 % |

|  | 35.72 % |

|  | 35.82 % |

|  | 38.68 % |

|  | 30.80 % |

|  | 32.96 % |

|  | 27.50 % |